# Satyrus fumosa
Satyrus fumosa är en fjärilsart som beskrevs av Karl Schawerda 1927. Satyrus fumosa ingår i släktet Satyrus och familjen praktfjärilar. Inga underarter finns listade.